# Усадебный дом Е. К. Плотниковой
Уса́дебный дом Е. К. Пло́тниковой — памятник архитектуры конца XVIII — начала XX веков. Он входит в состав градостроительного ансамбля «Городская купеческая усадьба Шингарёвых-Плотниковых» в Архангельске (Поморская ул., 1). В состав усадьбы входят: жилой дом с магазинами, торговое здание с каретным сараем, кинотеатр «Север». Все здания имеют огромное историческое и градостроительное значение.
В усадебном доме музейное объединение «Художественная культура Русского Севера» разместило экспозицию «Русское классическое искусство XVIII — начала XX века», в рамках которой к 140—летию со дня рождения художника Степана Писахова (1879—1960) открылась постоянная выставка «Мастер сребристых тонов», где представлены лучшие живописные произведения мастера, созданные в 1890 — 1920 годы.